# 民族聯盟 (土耳其)
民族联盟 是一个 土耳其的选举联盟。 该联盟於2018年5月1日發起，由四个反对党組成，分別為共和人民党 (CHP)， 好党 (IYI) 幸福黨 (SP)和 民主党 (DP)。 該聯盟的建立是為了對抗由正義與發展黨為首的人民联盟，在議會選舉中聯盟將提出共同名單，而總統選舉則各自提名。現今該聯盟只剩下共和人民黨與好黨兩個成員。

## 历史

### 形成
2017年4月舉行了憲法修正案公投，將土耳其的政治體制從內閣制轉變為總統制。公投獲得了執政的正義與發展黨（AKP）與在野黨民族主義行動黨（MHP）支持， 修正案最終通過。 與此同時，主要的反對黨共和人民黨以及梅爾·阿克蘇納在內的部分民族主義行動黨黨員也對修憲案強烈反對。 當正義與發展黨和民族主義行動黨後來將選舉聯盟的形成合法化以便一起參與2018年大選時，有人猜測在野黨也有可能建立聯盟。 經過幾輪談判後，共和人民黨於2018年5月1日宣布與好黨結盟，並與幸福黨和民主黨組成四黨聯盟。
2019年年初，共和人民黨和好黨重新達成協議，兩黨同意在3月的地方選舉合作。

## 组成

### 成员
| 名称 | 名称 | 名称                               | 政治思想                | 意识形态       | 領導              |
| ---- | ---- | ---------------------------------- | ----------------------- | -------------- | ----------------- |
|      | CHP  | 共和人民黨 Cumhuriyet Halk Partisi | 凱末爾主義 社會民主主義 | 中間至中間偏左 | 凱末爾·奎里達歐魯 |
|      | IYI  | 好党 Iyi Parti                     | 凱末爾主義 自由保守主义 | 中間偏右       | 梅爾·阿克蘇納     |